# Dean Whare

a Compétitions nationales et continentales officielles uniquement.

b Matchs officiels uniquement.
Dean Whare, né le 22 janvier 1990 à Rotorua, est un joueur de rugby à XIII néo-zélandais évoluant au poste de centre, d'ailier ou d'arrière.
Grand espoir du rugby à XIII néo-zélandais, il fait ses débuts professionnels en National Rugby League avec la franchise des Manly Sea Eagles en 2010 et poursuit à partir de 2013 aux Penrith Panthers. Ses performances en club l'amènent rapidement en sélection néo-zélandaise avec laquelle il dispute la Coupe du monde 2013 et y atteint la finale.
En 2021, il rejoint le club français des Dragons catalans.

## Biographie
Né en Nouvelle-Zélande, c'est en Australie qu'il passe ses années juniors au sein des St. George Illawarra Dragons avant de signer ses débuts professionnels sous les couleurs des Manly Sea Eagles en National Rugby League à partir de 2010. Après trois saisons à Manly, il signe en 2013 aux Penrith Panthers pour lui permettre dans le poste qu'il affectionne "centre" étant barré à Manly par Jamie Lyon et Steve Matai.
Son éclosion au haut niveau est tel qu'il est retenu en équipe nationale à partir de 2012, disputant notamment la Coupe du monde 2013. Lors de la Coupe du monde 2013, il est désigné homme du match lors du premier match contre les Samoa. Au cours de cette même coupe du monde, il marque deux essais dans le même match contre la Papouasie-Nouvelle-Guinée;
En 2021, il rejoint le club français des Dragons catalans. Covid oblige, il doit d'abord respecter une quarantaine avant de rejoindre le club.

## Palmarès
- Collectif : 
  - Vainqueur du Tournoi des Quatre Nations : 2014 (Nouvelle-Zélande).
  - Finaliste de la Coupe du monde : 2013 (Nouvelle-Zélande).
  - Finaliste de la National Rugby League : 2020[3] (Penrith).
  - Finaliste de la Super League : 2021 (Dragons Catalans).

### En sélection

#### Coupe du monde
| Édition         | Rang            | Résultats pays | Résultats Whare | Matchs Whare |
| --------------- | --------------- | -------------- | --------------- | ------------ |
| Angleterre 2013 | Finaliste       | 5 v, 0 n, 1 d  | 4 v, 0 n, 1 d   | 4/5          |
| Australie 2017  | Quart-de-finale | 4 v, 0 n, 2 d  | 1 v, 0 n, 2 d   | 3/4          |

Légende : v = victoire ; n = match nul ; d = défaite.

#### Détails en sélection
| Matchs internationaux de Dean Whare      | Matchs internationaux de Dean Whare | Matchs internationaux de Dean Whare | Matchs internationaux de Dean Whare | Matchs internationaux de Dean Whare | Matchs internationaux de Dean Whare | Matchs internationaux de Dean Whare | Matchs internationaux de Dean Whare | Matchs internationaux de Dean Whare | Matchs internationaux de Dean Whare | Matchs internationaux de Dean Whare | Matchs internationaux de Dean Whare |
|                                          | Date                                | Adversaire                          | Résultat                            | Compétition                         | Poste                               | Points                              | Essais                              | Pen.                                | Drops                               |                                     |                                     |
| ---------------------------------------- | ----------------------------------- | ----------------------------------- | ----------------------------------- | ----------------------------------- | ----------------------------------- | ----------------------------------- | ----------------------------------- | ----------------------------------- | ----------------------------------- | ----------------------------------- | ----------------------------------- |
| sous les couleurs de la Nouvelle-Zélande |                                     |                                     |                                     |                                     |                                     |                                     |                                     |                                     |                                     |                                     |                                     |
| 1.                                       | 13 octobre 2012                     | Australie                           | 10-18                               | Test-match                          | Centre                              | -                                   | -                                   | -                                   | -                                   |                                     |                                     |
| 1.                                       | 19 avril 2013                       | Australie                           | 12-32                               | Anzac test                          | Centre                              | -                                   | -                                   | -                                   | -                                   |                                     |                                     |
| 2.                                       | 27 octobre 2013                     | Samoa                               | 42-24                               | Coupe du monde                      | Centre                              | -                                   | -                                   | -                                   | -                                   |                                     |                                     |
| 2.                                       | 8 novembre 2013                     | Papouas.-Nlle-Guinée                | 56-10                               | Coupe du monde                      | Centre                              | 8                                   | 2                                   | -                                   | -                                   |                                     |                                     |
| 2.                                       | 15 novembre 2013                    | Écosse                              | 40-4                                | Coupe du monde                      | Centre                              | -                                   | -                                   | -                                   | -                                   |                                     |                                     |
| 3.                                       | 23 novembre 2013                    | Angleterre                          | 20-18                               | Coupe du monde                      | Centre                              | -                                   | -                                   | -                                   | -                                   |                                     |                                     |
| 1.                                       | 30 novembre 2013                    | Australie                           | 2-34                                | Coupe du monde                      | Centre                              | -                                   | -                                   | -                                   | -                                   |                                     |                                     |
| 1.                                       | 2 mai 2014                          | Australie                           | 18-30                               | Anzac test                          | Centre                              | -                                   | -                                   | -                                   | -                                   |                                     |                                     |
| 1.                                       | 25 octobre 2014                     | Australie                           | 30-12                               | Quatre Nations                      | Centre                              | 4                                   | 1                                   | -                                   | -                                   |                                     |                                     |
| 2.                                       | 1er novembre 2014                   | Samoa                               | 14-12                               | Quatre Nations                      | Centre                              | -                                   | -                                   | -                                   | -                                   |                                     |                                     |
| 3.                                       | 8 novembre 2014                     | Angleterre                          | 16-14                               | Quatre Nations                      | Centre                              | -                                   | -                                   | -                                   | -                                   |                                     |                                     |
| 4.                                       | 15 novembre 2014                    | Australie                           | 22-18                               | Quatre Nations                      | Centre                              | -                                   | -                                   | -                                   | -                                   |                                     |                                     |
| 7.                                       | 1er novembre 2015                   | Angleterre                          | 12-26                               | Test-match                          | Centre                              | -                                   | -                                   | -                                   | -                                   |                                     |                                     |
| 7.                                       | 7 novembre 2015                     | Angleterre                          | 9-2                                 | Test-match                          | Centre                              | -                                   | -                                   | -                                   | -                                   |                                     |                                     |
| 7.                                       | 14 novembre 2015                    | Angleterre                          | 14-20                               | Test-match                          | Centre                              | -                                   | -                                   | -                                   | -                                   |                                     |                                     |
| 1.                                       | 5 mai 2017                          | Australie                           | 12-30                               | Anzac test                          | Centre                              | -                                   | -                                   | -                                   | -                                   |                                     |                                     |
| 2.                                       | 4 novembre 2017                     | Écosse                              | 74-6                                | Coupe du monde                      | Centre                              | 4                                   | 1                                   | -                                   | -                                   |                                     |                                     |
| 2.                                       | 11 novembre 2017                    | Tonga                               | 22-28                               | Coupe du monde                      | Centre                              | -                                   | -                                   | -                                   | -                                   |                                     |                                     |
| 2.                                       | 18 novembre 2017                    | Samoa                               | 2-4                                 | Coupe du monde                      | Centre                              | -                                   | -                                   | -                                   | -                                   |                                     |                                     |

## Statistiques
| Saison | Club             | Compétition           | Matchs | Points | Essais | Transf. | Drops | Pénal. |
| ------ | ---------------- | --------------------- | ------ | ------ | ------ | ------- | ----- | ------ |
| 2010   | Manly Sea Eagles | National Rugby League | 4      | 12     | 3      | -       | -     | -      |
| 2011   | Manly Sea Eagles | National Rugby League | 1      | -      | -      | -       | -     | -      |
| 2012   | Manly Sea Eagles | National Rugby League | 21     | 24     | 6      | -       | -     | -      |
| 2013   | Penrith Panthers | National Rugby League | 24     | 20     | 5      | -       | -     | -      |
| 2014   | Penrith Panthers | National Rugby League | 11     | 16     | 4      | -       | -     | -      |
| 2015   | Penrith Panthers | National Rugby League | 13     | 24     | 6      | -       | -     | -      |
| 2016   | Penrith Panthers | National Rugby League | 1      | -      | -      | -       | -     | -      |
| 2017   | Penrith Panthers | National Rugby League | 18     | 12     | 3      | -       | -     | -      |
| 2018   | Penrith Panthers | National Rugby League | 22     | 16     | 4      | -       | -     | -      |
| 2019   | Penrith Panthers | National Rugby League | 18     | 4      | 1      | -       | -     | -      |
| 2020   | Penrith Panthers | National Rugby League | 8      | -      | -      | -       | -     | -      |
| 2021   | Dragons Catalans | Super League          | 22     | 16     | 4      | -       | -     | -      |
| 2022   | Dragons Catalans | Super League          | 14     | 8      | 2      | -       | -     | -      |